# Aloe benishangulana
Aloe benishangulana ist eine Pflanzenart der Gattung der Aloen in der Unterfamilie der Affodillgewächse (Asphodeloideae). Das Artepitheton benishangulana verweist auf das Vorkommen der Art in der äthiopischen Region Benishangul-Gumuz.

## Beschreibung

### Vegetative Merkmale
Aloe benishangulana wächst stammlos und sprossend. Die Laubblätter bilden eine lockere Rosette. Die trüb grüne Blattspreite ist 20 bis 46 Zentimeter lang und 1 bis 4,5 Zentimeter breit. Die Blattoberfläche ist glatt. Die weißen Zähne am Blattrand sind 1 bis 1,5 Millimeter lang und stehen 3 bis 8 Millimeter voneinander entfernt. Der Blattsaft trocknet gelb.

### Blütenstände und Blüten
Der einfache Blütenstand erreicht eine Länge von 50 bis 60 Zentimeter. Die lockeren, zylindrischen Trauben sind etwa 28 Zentimeter lang. Die eiförmig-spitzen Brakteen weisen eine Länge von 8 bis 10 Millimeter auf und sind etwa 4 Millimeter breit. Die hell scharlachroten Blüten werden zur Mündung blasser bis fast weiß. Sie stehen an 8 bis 10 Millimeter langen Blütenstielen. Sie sind 37 bis 40 Millimeter lang und an der Basis gestutzt. Auf Höhe des Fruchtknotens weisen die Blüten einen Durchmesser von etwa 8 Millimeter auf. Ihre äußeren Perigonblätter sind auf einer Länge von 10 Millimetern nicht miteinander verwachsen. Die Blütezeit reicht von April bis in den August.

## Systematik und Verbreitung
Aloe benishangulana ist in Äthiopien in einem begrenzten Gebiet nahe Assosa im Welega-Florengebiet, in der Region Benishangul-Gumuz verbreitet. Sie wächst in Bambus-Dickichten (Oxythenanthera abyssinica) mit offenen Felsvorkommen in Höhen von 1490 bis 1500 Metern.
Die Erstbeschreibung durch Sebsebe Demissew und Tesfaye Awas wurde 2011 veröffentlicht.

## Gefährdung und Schutzmaßnahmen
Die IUCN führt diese Art in der Kategorie Data Deficient (ungenügende Datenlage), aufgrund der zukünftigen Bedrohungen, welche durch den Bau von Straßen in ihrem Lebensraum zu erwarten sind.

## Nachweise